# Berufsverband Feuerwehr
Der Berufsverband Feuerwehr e. V. (BvFw) war eine Interessenvertretung der Berufsfeuerwehrleute in Deutschland mit Sitz in Hamburg. Er hatte Ende Oktober 2013 nach eigenen Angaben über 1800 Mitglieder und arbeitet gewerkschafts- und parteienunabhängig. Mitgliedschaft stand Personen frei, die hauptberuflich bei und für Berufs- und Werkfeuerwehren sowie Freiwillige Feuerwehren tätig sind.

## Ziele
Der Verband setzte sich unter anderem für die Verbesserung der beruflichen Situation von angestellten und beamteten Feuerwehrleuten ein. Die Ziele der Organisation umfassten nicht ausschließlich tarifliche Belange der Beschäftigten. Vom BvFw wurde genannt, dass mit technischen Expertisen und einem europäischen Netzwerk insbesondere grundlegende Thematiken der Gefahrenabwehr und des Katastrophenschutzes im Sinne der Berufsfeuerwehrleute vertreten werden sollte.

### Gründung
Die Gründungsmitglieder beschlossen am 30. Juli 2007 die Gründung; eingetragen war der Verein beim Registergericht des Amtsgerichtes Hamburg.

### Auflösung
Am 8. Mai 2018 wurde der Verschmelzungsvertrag der Berufsverband Feuerwehr e. V. mit der Deutschen Feuerwehr-Gewerkschaft beschlossen. Die Verschmelzung wurde am 1. Januar 2019 vollzogen, womit der Berufsverband Feuerwehr e. V. aufgelöst wurde.

## Mitgliedschaften
Der Verband war Mitglied bei
- Vereinigung zur Förderung des Deutschen Brandschutzes
- European Fire Fighters Unions Alliance (EFFUA)[6][7]